# نیوکاسل (کالیفرنیا)
نیوکاسل، کالیفرنیا (به انگلیسی: Newcastle) یک سکونتگاه مسکونی در کالیفرنیا است که در شهرستان پلاسر، کالیفرنیا واقع شده‌است.

## خصوصیات
نیوکاسل ۶٫۲۰۶ کیلومترمربع مساحت و ۱٬۲۲۴ نفر جمعیت دارد و ۲۸۸ متر بالاتر از سطح دریا واقع شده‌است.